# Kaylee Hottle
Kaylee Hottle (Atlanta, Georgia; 1 de mayo de 2007) es una actriz con discapacidad auditiva estadounidense.

## Biografía
Hottle nació en Atlanta y proviene de una familia exclusivamente sorda, que abarca cuatro generaciones de parientes sordos por parte de su padre. Su fluidez nativa en el lenguaje de señas americano le ha brindado oportunidades para actuar en comerciales como el anuncio Glide y Mother's Day. También apareció en 10 Deaf Children: A Powerful Message.

## Carrera
Hottle ha aparecido, entre otras cosas, en la película Godzilla vs. Kong (2021) como Jia, una niña sorda nativa de la Isla Calavera y usa ASL para comunicarse con el gorila gigante Kong. También apareció en la serie de televisión Magnum .P.I.. Su próximo proyecto, Godzilla x Kong: The New Empire estrenará en 2024, dónde retomará el papel de Jia.

## Filmografía
- Magnum P.I. (2021)
- Godzilla vs. Kong (2021) como Jia
- Godzilla x Kong: The New Empire (2024) como Jia